# I liga urugwajska w piłce nożnej (2005/2006)
Mistrzem Urugwaju w sezonie 2005/06 został klub Club Nacional de Football, natomiast wicemistrzem zwycięzca turnieju Apertura – klub Rocha (o mistrzostwie przesądził mecz barażowy pomiędzy tymi dwoma zespołami). O tym, które kluby będą reprezentować futbol urugwajski w międzynarodowych pucharach zadecydował rozegrany na koniec sezonu turniej Copa Artigas.
- do Copa Libertadores w roku 2006 obok mistrza z sezonu 2005, czyli Club Nacional de Football, zakwalifikował się mistrz turnieju Apertura – Rocha.
- do Copa Libertadores w roku 2007 zakwalifikowały się trzy kluby: Club Nacional de Football, Defensor Sporting i Danubio FC.
- do Copa Sudamericana w roku 2006 zakwalifikowały się dwa kluby: Club Nacional de Football i Central Español Montevideo

Po zakończeniu turnieju Apertura 2005/06 sporządzono całoroczną tabelę za rok 2005. Do drugiej ligi spadły trzy kluby – dwa ostatnie zespoły z całorocznej tabeli (Fénix Montevideo i Paysandú) spadły bezpośrednio, a trzeci (Plaza Colonia) spadł po meczach barażowych. Na ich miejsce z drugiej ligi awansowały CA Bella Vista i Central Español Montevideo. Zatem w połowie sezonu zmienił się skład pierwszej ligi oraz zmniejszyła się liczba biorących w niej udział klubów (z 18 do 17). Po turnieju Clausura sporządzono tabelę spadkową (na podstawie średniej liczby punktów uzyskanych w skróconym sezonie 2005, turnieju Apertura 2005/06 oraz Clausura 2005/06). Dwie ostatnie drużyny w tej tabeli (CA Cerro i Colonia Juan Lacaze) spadły do drugiej ligi. Na ich miejsce awansował klub Progreso Montevideo. Pierwsza liga zredukowana została z 17 do 16 klubów.

## Torneo Apertura 2005/06

### Apertura 1
| Data             | Mecz |
| ---------------- | --- |
| 20 sierpnia 2005 | Cerrito Montevideo – Defensor Sporting 2:1 Mario Amorín 38, 50 – Diego de Souza 68                                                                                      |
| 20 sierpnia 2005 | Paysandú – Montevideo Wanderers 2:0 Ramiro Bruschi 8, Nelson Techera 34                                                                                                 |
| 20 sierpnia 2005 | Danubio FC – Rentistas Montevideo 0:1 Rubén Fernández 65 |
| 21 sierpnia 2005 | Rocha – Liverpool Montevideo 2:1 Mauro Aldave 60, Ruben Rodríguez Pedraja 75 – Walter Silvani 32                                                                        |
| 21 sierpnia 2005 | Rampla Juniors – Colonia Juan Lacaze 3:5 Camilo Fraga 4, Gonzalo Fontana 32, Mauricio Webber 76 – Gustavo Latrónico 20, 75, Bryan Winsker 38 k, 43, Aldo Fabián Díaz 64 |
| 21 sierpnia 2005 | River Plate Montevideo – Miramar Miramar Misiones 0:3 Johnny Uuoodly 5, Marcio Galli 27, Sebastián Fernández 35                                                         |
| 21 sierpnia 2005 | Fénix Montevideo – CA Cerro 1:1 Nicolás Vigneri 64 – Joaquín Boghossián 67                                                                                              |
| 25 sierpnia 2005 | Club Nacional de Football – Plaza Colonia 4:1 Sebastián Rodrigo Vázquez 26, Diego Jaume 66, Gabriel Álvez 73k, Luis Alberto Romero 79 – José Carini 51                  |
| 31 sierpnia 2005 | CA Peñarol – Tacuarembó 0:0 |

### Apertura 2
| Data             | Mecz |
| ---------------- | --- |
| 27 sierpnia 2005 | Colonia Juan Lacaze – Defensor Sporting 0:0                                                                           |
| 27 sierpnia 2005 | Danubio FC – Rocha 1:2 Juan Ángel Paredes 43 – José Pedro Cardozo 65, Martín Larrosa 78                               |
| 27 sierpnia 2005 | River Plate Montevideo – CA Peñarol 0:1 Diego Rodríguez 11                                                            |
| 28 sierpnia 2005 | Club Nacional de Football – CA Cerro 2:1 Gabriel Álvez 13, Gonzalo Castro 31 – Carlos Ruben Planchón 88               |
| 28 sierpnia 2005 | Liverpool Montevideo – Rentistas Montevideo 1:2 Daniel Gutiérrez 91 – Paulo Pezzolano 74, Robert López 89             |
| 28 sierpnia 2005 | Plaza Colonia – Paysandú 2:2 Junior Aliberti 39, José Carini 81 – Jhonny Melgarejo 29k, Christian Gonzalo González 45 |
| 28 sierpnia 2005 | Tacuarembó – Cerrito Montevideo 1:1 Manuel Abreu 65 – Fernando Daniel Cardozo 81                                      |
| 28 sierpnia 2005 | Miramar Miramar Misiones – Rampla Juniors 0:0                                                                         |
| 28 sierpnia 2005 | Fénix Montevideo – Montevideo Wanderers 2:2 Marcelo Durán 29k, Nicolás Vigneri 47 – Sergio Blanco 59, Simón Pagua 80  |

### Apertura 3
| Data             | Mecz |
| ---------------- | --- |
| 10 września 2005 | Club Nacional de Football – Paysandú 5:0 Sebastián Rodrigo Vázquez 17, Gonzalo Castro 26, Mauro Basualdo 39, Christian Zermatten 68, Luis Alberto Suárez 82                                               |
| 10 września 2005 | Tacuarembó – Fénix Montevideo 1:0 Oscar Ledesma 42 |
| 11 września 2005 | Defensor Sporting – Liverpool Montevideo 1:2 Álvaro Navarro 89 – Ángel Gutiérrez 40, Luis Bernardo Aguiar 65                                                                                              |
| 11 września 2005 | Danubio FC – Cerrito Montevideo 2:0 Juan Ángel Paredes 14, Marcelo de Souza 30 |
| 11 września 2005 | River Plate Montevideo – Colonia Juan Lacaze 1:1 Richard Porta 57 – Bryan Wynsker 45k |
| 11 września 2005 | CA Cerro – Rampla Juniors 2:1 Diego Godín 22, Franco Parlacino 28 – Gonzalo Fontana 20 |
| 11 września 2005 | Rentistas Montevideo – Rocha 1:0 Mauricio Ibarra 33 |
| 11 września 2005 | Montevideo Wanderers – Plaza Colonia 3:2 Claudio Dadomo 16, Simón Pagua 35, Sergio Blanco 57k – Junior Aliberti 19, 29k                                                                                   |
| 11 września 2005 | CA Peñarol – Miramar Miramar Misiones 0:2 walkower Walter Guglielmone 20k, Gabriel Cedrés 26 – Adrián Speranza 80 mecz przerwany w 82 minucie przy stanie 2:1 z powodu bijatyki kibiców Peñarol z policją |

### Apertura 4
| Data             | Mecz |
| ---------------- | --- |
| 17 września 2005 | Paysandú – Rentistas Montevideo 0:1 Roberto Bobadilla 83 |
| 17 września 2005 | Cerrito Montevideo – River Plate Montevideo 0:0 |
| 17 września 2005 | Colonia Juan Lacaze – Miramar Miramar Misiones 3:2 Aldo Fabián Díaz 15, Luiggi Rodríguez 82, Freddy Freire 92 – Johnny Woodly Lambert 42, Adrián Speranza 53 |
| 17 września 2005 | CA Cerro – CA Peñarol 0:0 |
| 17 września 2005 | Rocha – Tacuarembó 1:1 Luis Maguregui 33k – Diego Ciz 47s |
| 18 września 2005 | Rampla Juniors – Club Nacional de Football 3:0 Nasa 37, Carlos Aguiar 59, Pedro González 88k                                                                 |
| 18 września 2005 | Defensor Sporting – Montevideo Wanderers 0:0 |
| 18 września 2005 | Plaza Colonia – Liverpool Montevideo 0:0 |
| 18 września 2005 | Fénix Montevideo – Danubio FC 0:2 Richard Pellejero 59, Juan Manuel Salgueiro 65                                                                             |

### Apertura 5
| Data             | Mecz |
| ---------------- | --- |
| 18 września 2005 | Cerrito Montevideo – Club Nacional de Football 1:1 Germán Pérez 30 – Mauricio Victorino 57                                                  |
| 18 września 2005 | Danubio FC – Defensor Sporting 0:1 Álvaro Navarro 43                                                                                        |
| 18 września 2005 | Liverpool Montevideo – Paysandú 3:1 Walter Silvani 16, Carlos Macchi 55, Daniel Gutiérrez 90 – Ramiro Bruschi 5                             |
| 18 września 2005 | Rentistas Montevideo – River Plate Montevideo 1:2 Zinho 54k – Osvaldo Canobbio 15k, Flavio Córdoba 49                                       |
| 18 września 2005 | Colonia Juan Lacaze – Rocha 2:0 Luiggi Rodríguez 40, Oscar Dastés 89                                                                        |
| 18 września 2005 | CA Cerro – Montevideo Wanderers 2:4 Fernando Cañarte 8, Valentín Villazán 38k – Sergio Blanco 12, 82k, Serafín García 28, Jorge Martínez 66 |
| 18 września 2005 | Rampla Juniors – Plaza Colonia 5:1 Pedro Chiffone 15, Carlos Aguiar 17k, Nicolás Nicolay 89 – Junior Aliberti 50k                           |
| 18 września 2005 | Miramar Miramar Misiones – Tacuarembó 1:1 Héctor Vázquez 50 – Franco Ariel Sosa 47                                                          |
| 18 września 2005 | CA Peñarol – Fénix Montevideo 3:2 Alberto Martín Acosta 42, 69, Eduardo Mieres 60 – Gonzalo Amarilla 57, Henry Damián Giménez 90            |

### Apertura 6
| Data             | Mecz |
| ---------------- | --- |
| 24 września 2005 | Paysandú – CA Peñarol 1:3 Ramiro Bruschi 85 – Gabriel Cedrés 21k, 73k, Alberto Martín Acosta 24                                                |
| 24 września 2005 | Montevideo Wanderers – Cerrito Montevideo 3:2 Gabriel Alcoba 40, Gerardo Alcoba 66, Ignacio González 87s – Leonardo Sum 35, Gerardo Alcoba 53s |
| 24 września 2005 | Rocha – CA Cerro 4:1 Mauro Aldave 25, Luis Magureguy 40, 74, Ruben Rodríguez Pedraja 68 – Joaquín Boghossián 38                                |
| 25 września 2005 | Fénix Montevideo – Club Nacional de Football 1:2 Marcelo Durán 82 – Cristian Zermatten 6, Ignacio Pallas 10                                    |
| 25 września 2005 | Plaza Colonia – Defensor Sporting 1:1 Junior Aliberti 55 – Danilo Peinado 69                                                                   |
| 25 września 2005 | Miramar Miramar Misiones – Liverpool Montevideo 0:1 Luis Bernardo Aguiar 42k                                                                   |
| 25 września 2005 | Rampla Juniors – Danubio FC 2:0 Juan Ferreri 33, Nasa 77                                                                                       |
| 25 września 2005 | Tacuarembó – River Plate Montevideo 0:3 Darío Flores 41, Peter Vera 49, Leandro Ezquerra 67                                                    |
| 25 września 2005 | Rentistas Montevideo – Colonia Juan Lacaze 0:1 Freddy Freire 45                                                                                |

### Apertura 7
| Data                | Mecz |
| ------------------- | --- |
| 1 października 2005 | Tacuarembó – Club Nacional de Football 0:1 Juan Angel Albín 92                                                                                      |
| 1 października 2005 | Paysandú – Rampla Juniors 0:2 Pedro González 47, Nasa 75                                                                                            |
| 1 października 2005 | River Plate Montevideo – Rocha 2:1 Osvaldo Francisco Canobbio 32, Peter Vera 40 – José Pedro Cardozo 54                                             |
| 2 października 2005 | Defensor Sporting – CA Peñarol 1:1 Williams Martínez 18k – Gabriel Cedrés 79                                                                        |
| 2 października 2005 | Liverpool Montevideo – Montevideo Wanderers 3:3 Carlos García 34, Leonardo Medina 47+, Gonzalo Romero 78 – Sergio Blanco 15, 60k, Jorge Martínez 71 |
| 2 października 2005 | Danubio FC – CA Cerro 2:3 Diego Martiñones 6, Ignacio González 44 – Joaquín Boghossián 9, Carlos Rubén Planchón 58, Valentín Villazán 63k           |
| 2 października 2005 | Cerrito Montevideo – Plaza Colonia 0:1 Rino Lucas 89                                                                                                |
| 2 października 2005 | Fénix Montevideo – Colonia Juan Lacaze 2:2 Marcelo Durán 32, Gabriel Migliónico 47 – Oscar Dastés 19, Freddy Freire 90                              |
| 2 października 2005 | Miramar Miramar Misiones – Rentistas Montevideo 0:1 Robert López 23                                                                                 |

### Apertura 8
| Data                 | Mecz |
| -------------------- | --- |
| 15 października 2005 | CA Cerro – River Plate Montevideo 1:1 Joaquín Boghossián 6 – Bruno Piano 92s                                                                  |
| 15 października 2005 | CA Peñarol – Colonia Juan Lacaze 4:1 Alberto Martín Acosta 19, Gabriel Cedrés 22, Roberto Brown 71, Walter Guglielmone 82 – Charles Castro 25 |
| 16 października 2005 | Club Nacional de Football – Rentistas Montevideo 1:0 Sebastián Rodrigo Vázquez 66                                                             |
| 16 października 2005 | Defensor Sporting – Rocha 0:2 Mauro Aldave 21, José Pedro Cardozo 45k                                                                         |
| 16 października 2005 | Rampla Juniors – Liverpool Montevideo 2:2 Luis Bernardo Aguiar 16k, Carlos Macchi 56 – Carlos Aguiar 37, 53k                                  |
| 16 października 2005 | Plaza Colonia – Danubio FC 0:0 |
| 16 października 2005 | Fénix Montevideo – Cerrito Montevideo 0:1 Mario Amorín 53                                                                                     |
| 16 października 2005 | Montevideo Wanderers – Miramar Miramar Misiones 1:1 Jorge Martínez 65 – Sebastián Fernández 42                                                |
| 16 października 2005 | Tacuarembó – Paysandú 1:0 Guillermo Almada 20                                                                                                 |

### Apertura 9
| Data                 | Mecz |
| -------------------- | --- |
| 22 października 2005 | Club Nacional de Football – River Plate Montevideo 0:0 |
| 22 października 2005 | Paysandú – CA Cerro 1:1 Gustavo Tejería 46 – Valentín Villazán 66 |
| 22 października 2005 | Cerrito Montevideo – Rampla Juniors 3:2 Martín Colombo 54, Danilo Rivero 70, Gustavo Badell 83s – Carlos Aguiar 35k, 73k                                               |
| 23 października 2005 | Defensor Sporting – Fénix Montevideo 1:2 Danilo Peinado 56 – Henry Damián Giménez 17, Federico Aguilera 40                                                             |
| 23 października 2005 | Liverpool Montevideo – CA Peñarol 1:2 Luis Bernardo Aguiar 60k – Alberto Martín Acosta 65, Walter Guglielmone 69                                                       |
| 23 października 2005 | Miramar Miramar Misiones – Danubio FC 3:3 Martín Crossa 29, Adrián Speranza 38, Sebastián Fernández 89 – Diego Martiñones 44, Ignacio González 48, Carlos Grosnile 83k |
| 23 października 2005 | Colonia Juan Lacaze – Montevideo Wanderers 1:1 Oscar Dastés 51 – Serafín García 29                                                                                     |
| 23 października 2005 | Rentistas Montevideo – Tacuarembó 1:3 Zinho 80 – Manuel Abreu 17, 60, Franco Ariel Sosa 75k                                                                            |
| 23 października 2005 | Rocha – Plaza Colonia 3:0 Mauro Aldave 8, José Pedro Cardozo 25, 60k                                                                                                   |

### Apertura 10
| Data                 | Mecz |
| -------------------- | --- |
| 29 października 2005 | Colonia Juan Lacaze – Club Nacional de Football 0:0                                                                             |
| 29 października 2005 | Rocha – Cerrito Montevideo 2:0 Mauro Aldave 89, Luis Maguregui 90k                                                              |
| 29 października 2005 | CA Cerro – Plaza Colonia 2:0 Franco Parlacino 1k, Diego Godín 75                                                                |
| 30 października 2005 | Tacuarembó – Defensor Sporting 1:0 Franco Ariel Sosa 30k                                                                        |
| 30 października 2005 | Fénix Montevideo – Liverpool Montevideo 0:1 Martín Durán 79                                                                     |
| 30 października 2005 | Miramar Miramar Misiones – Paysandú 0:0                                                                                         |
| 30 października 2005 | Montevideo Wanderers – Danubio FC 1:2 Sergio Blanco 9 – Damián Malrechauffe 58, Ignacio González 66                             |
| 30 października 2005 | Rampla Juniors – River Plate Montevideo 1:4 Mateo Fígoli 3 – Federico Vega 23, Flavio Córdoba 31, Matías Alonso Vallejo 58, 79k |
| 30 października 2005 | Rentistas Montevideo – CA Peñarol 3:0 Zinho 25, 49, Robert López 71                                                             |

### Apertura 11
| Data                 | Mecz |
| -------------------- | --- |
| 30 października 2005 | Rocha – Club Nacional de Football 2:4 José Pedro Cardozo 12, Mauro Aldave 60 – Gonzalo Castro 61, Luis Alberto Romero 69, Juan Angel Albín 70, Sebastián Rodrigo Vázquez 81 |
| 30 października 2005 | Defensor Sporting – Rentistas Montevideo 2:2 Nicolás Olivera 31, Maxi Pereira 72 – Juan Silva Cerón 18, Zinho 42k                                                           |
| 30 października 2005 | Liverpool Montevideo – CA Cerro 1:1 Elías Ricardo Figueroa 85 – Diego Godín 30                                                                                              |
| 30 października 2005 | Paysandú – Fénix Montevideo 2:2 Christian Callejas 50, Ramiro Bruschi 60 – Nicolás Vigneri 19, Gabriel Migliónico 45                                                        |
| 30 października 2005 | Danubio FC – Colonia Juan Lacaze 3:0 Marcelo de Souza 30, Juan Manuel Salgueiro 37, Diego Martiñones 43                                                                     |
| 30 października 2005 | River Plate Montevideo – Montevideo Wanderers 0:0 |
| 30 października 2005 | Cerrito Montevideo – Miramar Miramar Misiones 1:1 Mario Amorín 65 – Martín Crossa 40                                                                                        |
| 30 października 2005 | CA Peñarol – Rampla Juniors 1:0 Gabriel Cedrés 65 |
| 30 października 2005 | Plaza Colonia – Tacuarembó 1:0 Franco Dalocco 11 |

### Apertura 12
| Data             | Mecz |
| ---------------- | --- |
| 5 listopada 2005 | Rampla Juniors – Defensor Sporting 1:2 Nicolás Nicolay 33k – Nicolás Olivera 50k, Nathaniel Revetria 80                                                      |
| 5 listopada 2005 | CA Peñarol – Danubio FC 2:7 Adrián Apellaniz 1, Gabriel Cedrés 5k – Juan Manuel Salgueiro 16, Juan Manuel Ortiz 70, Ignacio González 79k, Carlos Grosnile 83 |
| 5 listopada 2005 | Colonia Juan Lacaze – Plaza Colonia 0:0 |
| 5 listopada 2005 | Rentistas Montevideo – Cerrito Montevideo 1:3 Zinho 11 – Leonardo Sum 16, Martín Colombo 60, Mauricio Pérez 90                                               |
| 6 listopada 2005 | Club Nacional de Football – Montevideo Wanderers 5:1 Juan Angel Albín 29, 65k, 83, Gonzalo Castro 45, 48 – Sergio Blanco 63k                                 |
| 6 listopada 2005 | Liverpool Montevideo – Tacuarembó 0:0 |
| 6 listopada 2005 | Paysandú – Rocha 2:3 Paolo Patritti 2, Néstor Silva 73 – Nelson Matías González 15, Mauro Aldave 28, 53                                                      |
| 6 listopada 2005 | River Plate Montevideo – Fénix Montevideo 4:2 Richard Porta 57, 92, Osvaldo Francisco Canobbio 59k, Flavio Córdoba 66 – Mauro Guevgeosian 18, Diego Rariz 71 |
| 6 listopada 2005 | Miramar Miramar Misiones – CA Cerro 1:0 Sebastián Fernández 38                                                                                               |

### Apertura 13
| Data              | Mecz |
| ----------------- | --- |
| 19 listopada 2005 | River Plate Montevideo – Danubio FC 0:3 Christian Stuani 5, 28, Ignacio González 23 mecz przerwany w 34 minucie wynik meczu zachowano |
| 19 listopada 2005 | Cerrito Montevideo – Colonia Juan Lacaze 1:1 Martín Colombo 69 – Luiggi Rodríguez 66                                                  |
| 19 listopada 2005 | Rampla Juniors – Rentistas Montevideo 2:0 Juan Ferreri 45, Pedro González 75                                                          |
| 19 listopada 2005 | Rocha – Montevideo Wanderers 3:1 José Pedro Cardozo 19, Héber Caro 43, Mauro Aldave 76 – Claudio Dadomo 9                             |
| 20 listopada 2005 | Club Nacional de Football – Liverpool Montevideo 0:0                                                                                  |
| 20 listopada 2005 | Plaza Colonia – CA Peñarol 3:0 Rino Lucas 39, 50, Nicolás Martiarena 68                                                               |
| 20 listopada 2005 | Defensor Sporting – Paysandú 2:0 Danilo Peinado 42, 46                                                                                |
| 20 listopada 2005 | CA Cerro – Tacuarembó 1:0 Franco Parlacino 86                                                                                         |
| 20 listopada 2005 | Fénix Montevideo – Miramar Miramar Misiones 2:0 Federico Aguilera 36, William Ferreira 88                                             |

### Apertura 14
| Data              | Mecz |
| ----------------- | --- |
| 26 listopada 2005 | Defensor Sporting – Miramar Miramar Misiones 1:0 Maxi Pereira 34                                                                           |
| 26 listopada 2005 | Rocha – Fénix Montevideo 3:1 Luis Magureguy 46+k, Leonardo Maldonado 88, Ricardo Chaparro 93 – Federico Aguilera 6                         |
| 27 listopada 2005 | Liverpool Montevideo – Danubio FC 1:2 Juan Landaida 8 – Ignacio González 1, Juan Manuel Salgueiro 21                                       |
| 27 listopada 2005 | Paysandú – River Plate Montevideo 2:3 Ramiro Bruschi 27, Néstor Silva 86 – Leandro Ezquerra 72, Richard Porta 80, Matías Alonso Vallejo 84 |
| 27 listopada 2005 | Tacuarembó – Colonia Juan Lacaze 0:1 Luiggi Rodríguez 72                                                                                   |
| 27 listopada 2005 | Plaza Colonia – Rentistas Montevideo 1:0 Junior Aliberti 72                                                                                |
| 27 listopada 2005 | Montevideo Wanderers – Rampla Juniors 1:3 Jorge Martínez 61 – Pedro González 30, Nasa 71, Nicolás Nicolay 76                               |
| 27 listopada 2005 | CA Cerro – Cerrito Montevideo 1:1 Bryan Rodríguez 84 – Nicolás López Araújo 93                                                             |
| 27 listopada 2005 | CA Peñarol – Club Nacional de Football 0:0                                                                                                 |

### Apertura 15
| Data           | Mecz |
| -------------- | --- |
| 3 grudnia 2005 | CA Peñarol – Cerrito Montevideo 0:0 |
| 3 grudnia 2005 | Colonia Juan Lacaze – CA Cerro 0:1 Diego Godín 81 |
| 3 grudnia 2005 | Fénix Montevideo – Plaza Colonia 2:0 Claudio Elías 42, Marcelo Segalés 91                                                                                 |
| 3 grudnia 2005 | Rampla Juniors – Tacuarembó 4:1 Nicolás Nicolay 34, 36, Nasa 44, Gabriel Candia 54 – Willington Tejera 91                                                 |
| 4 grudnia 2005 | Club Nacional de Football – Defensor Sporting 2:2 Gustavo Méndez 48k, Luis Alberto Suárez 61 – Nicolás Olivera 16k, Maxi Pereira 36                       |
| 4 grudnia 2005 | Liverpool Montevideo – River Plate Montevideo 2:1 Leonardo Medina 42, Daniel Gutiérrez 47 – Matías Alonso Vallejo 45                                      |
| 4 grudnia 2005 | Danubio FC – Paysandú 3:3 Christian Stuani 4, Ignacio González 9, Sergio Gonzalo Rodríguez 93 – Néstor Silva 13, Ramiro Bruschi 68k, Valery Soné 91       |
| 4 grudnia 2005 | Rentistas Montevideo – Montevideo Wanderers 2:2 Martín Bonjour 29, Zinho 53k – Sergio Blanco 24, Gabriel Alcoba 83                                        |
| 4 grudnia 2005 | Miramar Miramar Misiones – Rocha 3:3 Adrián Speranza 50, Héctor Vázquez 77, Johnny Woodly Lambert 81 – Héber Caro 7, Diego Sosa 10, José Pedro Cardozo 79 |

### Apertura 16
| Data           | Mecz |
| -------------- | --- |
| 4 grudnia 2005 | Miramar Miramar Misiones – Club Nacional de Football 1:1 Sebastián Fernández 16 – Gonzalo Castro 89k                                       |
| 4 grudnia 2005 | Defensor Sporting – CA Cerro 4:3 Maxi Pereira 5, Pablo de Fiori 51, Álvaro Navarro 69, Diego Godín 65                                      |
| 4 grudnia 2005 | Colonia Juan Lacaze – Liverpool Montevideo 0:0                                                                                             |
| 4 grudnia 2005 | Cerrito Montevideo – Paysandú 3:1 Germán Pérez 69, Aníbal Ortega 89, Johnny Porley 91 – Néstor Silva 44                                    |
| 4 grudnia 2005 | Tacuarembó – Danubio FC 2:3 Sergio Bica 49, Willinton Techera 59 – Miguel Ximénez 20, 37, 86 mecz przerwany w 86 minucie – wynik zachowano |
| 4 grudnia 2005 | River Plate Montevideo – Plaza Colonia 1:2 Matías Alonso Vallejo 70 – Rino Lucas 80k, Ignacio Medina 90                                    |
| 4 grudnia 2005 | Rentistas Montevideo – Fénix Montevideo 3:2 Juan Silva Cerón 18, Robert López 33, Roberto Bobadilla 79 – Gabriel Migliónico 43, 59         |
| 4 grudnia 2005 | Rocha – Rampla Juniors 2:1 Luis Magureguy 65, 85k – Nasa 88                                                                                |
| 4 grudnia 2005 | Montevideo Wanderers – CA Peñarol 1:1 Ignacio Schneider 29 – Pablo Gaglianone 49                                                           |

### Apertura 17
| Data            | Mecz |
| --------------- | --- |
| 10 grudnia 2005 | Danubio FC – Club Nacional de Football 2:3 Ignacio González 8, Diego Martiñones 32 – Luis Alberto Suárez 9, Diego Jaume 11, Gonzalo Castro 39k mecz przerwany w 44 minucie, gdy chłopiec od podawania piłek uderzony został przez racę mecz dokończono 17 grudnia 2005 |
| 10 grudnia 2005 | Paysandú – Colonia Juan Lacaze 1:5 Néstor Silva 68 – Darío Díaz 3, Luiggi Rodríguez 22, 52, Aldo Fabián Díaz 80, 82 |
| 10 grudnia 2005 | CA Cerro – Rentistas Montevideo 2:2 Carlos Rubén Planchón 16, Pablo Trecco 42 – Ismael González 5, Bruno Piano 91s |
| 10 grudnia 2005 | Fénix Montevideo – Rampla Juniors 1:3 Mauro Guevgeosian 86 – Ernesto Ben 47, Nasa 53, Pedro González 60 |
| 10 grudnia 2005 | Plaza Colonia – Miramar Miramar Misiones 0:0 |
| 11 grudnia 2005 | River Plate Montevideo – Defensor Sporting 2:2 Darío Flores 69, Richard Porta 80 – Mauro Vila 32, Maxi Pereira 64 |
| 11 grudnia 2005 | Liverpool Montevideo – Cerrito Montevideo 0:1 Danilo Rivero 31k |
| 11 grudnia 2005 | CA Peñarol – Rocha 4:4 Gabriel Cedrés 40, Alberto Martín Acosta 77, 84, Sebastián Maz 80 – José Pedro Cardozo 3, 29, 54, Mauro Aldave 49 |
| 11 grudnia 2005 | Montevideo Wanderers – Tacuarembó 3:1 Juan Manuel Martínez 29, Mathías Riquero 40, Ignacio Schneider 91 – Juan Péndola 36 |
| 17 grudnia 2005 | Danubio FC – Club Nacional de Football 3:4 Ignacio González 8, Diego Martiñones 32, Pablo Lima 45 – Luis Alberto Suárez 9, Diego Jaume 11, Gonzalo Castro 39k, Andrés Márquez 73 dokończenie 46 minut z 10 grudnia 2005                                                |

### Tabela końcowa Apertura 2005/06
Mistrzostwo turnieju Apertura uprawnia do gry o tytuł mistrza Urugwaju. Ponadto mistrz turniej Apertura uzyskiwał prawo występu w Copa Libertadores 2006.
| Poz | Klub                      | Mecze | Zw | Rem | Por | Pkt | BrZd | BrStr |
| --- | ------------------------- | ----- | -- | --- | --- | --- | ---- | ----- |
| 1   | Rocha                     | 17    | 10 | 3   | 4   | 33  | 37   | 25    |
| 2   | Club Nacional de Football | 17    | 9  | 7   | 1   | 31* | 32   | 16    |
| 3   | Danubio FC                | 17    | 8  | 3   | 6   | 27  | 36   | 25    |
| 4   | Rampla Juniors            | 17    | 8  | 2   | 7   | 26  | 35   | 25    |
| 5   | Colonia Juan Lacaze       | 17    | 6  | 8   | 3   | 26  | 23   | 19    |
| 6   | Cerrito Montevideo        | 17    | 6  | 7   | 4   | 25  | 20   | 18    |
| 7   | CA Peñarol                | 17    | 6  | 7   | 4   | 25  | 22   | 26    |
| 8   | River Plate Montevideo    | 17    | 6  | 6   | 5   | 24  | 24   | 22    |
| 9   | Rentistas Montevideo      | 17    | 7  | 3   | 7   | 24  | 21   | 22    |
| 10  | Liverpool Montevideo      | 17    | 5  | 7   | 5   | 22  | 19   | 18    |
| 11  | Defensor Sporting         | 17    | 5  | 7   | 5   | 22  | 21   | 21    |
| 12  | CA Cerro                  | 17    | 5  | 7   | 5   | 22  | 23   | 25    |
| 13  | Plaza Colonia             | 17    | 5  | 6   | 6   | 21  | 15   | 23    |
| 14  | Montevideo Wanderers      | 17    | 4  | 8   | 5   | 20  | 27   | 32    |
| 15  | Miramar Miramar Misiones  | 17    | 3  | 9   | 5   | 18  | 18   | 18    |
| 16  | Tacuarembó                | 17    | 4  | 5   | 8   | 17  | 13   | 21    |
| 17  | Fénix Montevideo          | 17    | 3  | 4   | 10  | 13  | 22   | 31    |
| 18  | Paysandú                  | 17    | 1  | 5   | 11  | 8   | 18   | 39    |

- Club Nacional de Football – odjęto 3 punkty za zamieszki na trybunach w meczu przeciwko CA Peñarol

### Klasyfikacja strzelców bramek
| Gole | Piłkarz               | Klub                      |
| ---- | --------------------- | ------------------------- |
| 11   | José Pedro Cardozo    | Rocha                     |
| 10   | Mauro Aldave          | Rocha                     |
| 9    | Sergio Blanco         | Montevideo Wanderers      |
| 8    | Ignacio González      | Danubio FC                |
| 8    | Nasa                  | Rampla Juniors            |
| 7    | Alberto Martín Acosta | CA Peñarol                |
| 7    | Gonzalo Castro        | Club Nacional de Football |
| 7    | Gabriel Cedrés        | CA Peñarol                |
| 7    | Luis Magureguy        | Rocha                     |
| 7    | Zinho                 | Rentistas Montevideo      |
| 6    | Carlos Aguiar         | Rampla Juniors            |
| 6    | Junior Aliberti       | Plaza Colonia             |
| 6    | Ramiro Bruschi        | Paysandú                  |
| 6    | Luiggi Rodríguez      | Colonia Juan Lacaze       |

### Całoroczna tabela 2005 roku
Ponieważ druga liga urugwajska (w odróżnieniu od pierwszej) rozgrywana systemem jesień-wiosna zakończyła już swój sezon, dla pierwszej ligi sporządzono całoroczną tabelę łączącą skrócony sezon 2005 i turniej Apertura 2005/06. Dwa ostatnie zespoły z tej tabeli spadły do drugiej ligi, a czwarty od końca stoczył baraż o utrzymanie się w lidze z trzecim od końca zespołem – przegrany dołączył do grona dwóch ostatnich w tabeli zespołów jako spadkowicz. Tym sposobem w środku sezonu zmienił się skład pierwszej ligi, która przy tym zmniejszyła się o jeden zespół (z 18 drużyn w turnieju Apertura do 17 w turnieju Clausura).
| Poz | Klub                      | Mecze | Zw | Rem | Por | Pkt | BrZd | BrStr |
| --- | ------------------------- | ----- | -- | --- | --- | --- | ---- | ----- |
| 1   | Club Nacional de Football | 34    | 21 | 12  | 1   | 72  | 71   | 32    |
| 2   | Defensor Sporting         | 34    | 17 | 12  | 5   | 63  | 54   | 34    |
| 3   | CA Peñarol                | 34    | 16 | 12  | 6   | 60  | 50   | 45    |
| 4   | Rocha                     | 34    | 16 | 10  | 8   | 58  | 64   | 46    |
| 5   | Danubio FC                | 34    | 16 | 7   | 11  | 55  | 59   | 41    |
| 6   | Rentistas Montevideo      | 34    | 13 | 9   | 12  | 48  | 51   | 47    |
| 7   | Liverpool Montevideo      | 34    | 12 | 11  | 11  | 47  | 45   | 43    |
| 8   | River Plate Montevideo    | 34    | 12 | 10  | 12  | 46  | 58   | 54    |
| 9   | Cerrito Montevideo        | 34    | 11 | 13  | 10  | 46  | 41   | 37    |
| 10  | Montevideo Wanderers      | 34    | 10 | 13  | 11  | 43  | 57   | 65    |
| 11  | Miramar Miramar Misiones  | 34    | 10 | 11  | 13  | 41  | 51   | 47    |
| 12  | Rampla Juniors            | 34    | 11 | 7   | 16  | 40  | 54   | 56    |
| 13  | Colonia Juan Lacaze       | 34    | 9  | 12  | 13  | 39  | 38   | 50    |
| 14  | Tacuarembó                | 34    | 9  | 11  | 14  | 38  | 30   | 39    |
| 15  | CA Cerro                  | 34    | 8  | 11  | 15  | 35  | 43   | 55    |
| 16  | Plaza Colonia             | 34    | 8  | 11  | 15  | 35  | 23   | 50    |
| 17  | Fénix Montevideo          | 34    | 8  | 8   | 18  | 32  | 41   | 57    |
| 18  | Paysandú                  | 34    | 4  | 10  | 20  | 22  | 41   | 73    |

### Klasyfikacja strzelców bramek w roku 2005
Bramki łącznie zdobyte w skróconym sezonie 2005 i w turnieju Apertura sezonu 2005/2006.
| Gole | Piłkarz       | Klub                 |
| ---- | ------------- | -------------------- |
| 21   | Zinho         | Rentistas Montevideo |
| 21   | Sergio Blanco | Montevideo Wanderers |

### Baraże o utrzymanie się w lidze
| Data            | Mecz                                                                                           |
| --------------- | ---------------------------------------------------------------------------------------------- |
| 14 grudnia 2005 | Plaza Colonia – CA Cerro 2:2 Raúl Denis 18, Rino Lucas 57 – Bryan Rodríguez 36, Diego Godín 60 |
| 18 grudnia 2005 | CA Cerro – Plaza Colonia 1:0 Diego Godín 16                                                    |

Klub Plaza Colonia spadł do drugiej ligi. Wcześniej spadły jako dwa ostatnie zespoły w całorocznej tabeli roku 2005 Fénix Montevideo i Paysandú. Na ich miejsce z drugiej ligi awansowały CA Bella Vista i Central Español Montevideo.

## Torneo Clausura 2005/06

### Clausura 1
| Data           | Mecz |
| -------------- | --- |
| 18 lutego 2006 | Tacuarembó – CA Peñarol 1:4 Sebastián García 37 – Alberto Martín Acosta 31, 65, Nicolás Vigneri 77, 93                                 |
| 18 lutego 2006 | Colonia Juan Lacaze – Rampla Juniors 0:2 Oscar Ledesma 50, Federico Martínez 70                                                        |
| 18 lutego 2006 | Miramar Miramar Misiones – River Plate Montevideo 1:1 Ángel Casella 67 – Walter Alberto López 80                                       |
| 19 lutego 2006 | CA Bella Vista – Club Nacional de Football 1:2 Marco Bassini 19 – Jorge Martínez 79, Marco Vanzini 90                                  |
| 19 lutego 2006 | Defensor Sporting – Cerrito Montevideo 4:1 Mauro Vila 15, Álvaro González 28, Nicolás Olivera 49k, Gerardo Acosta 83s – Pablo Russo 36 |
| 19 lutego 2006 | Liverpool Montevideo – Rocha 1:0 Nicolás Rotundo 51                                                                                    |
| 19 lutego 2006 | Rentistas Montevideo – Danubio FC 1:1 Enrique Gonzalo Gutiérrez 10 – Miguel Ximénez 91                                                 |
| 19 lutego 2006 | CA Cerro – Central Español Montevideo 0:2 Gonzalo Lemes 85, Adrián Apellaniz 90                                                        |

### Clausura 2
| Data           | Mecz |
| -------------- | --- |
| 25 lutego 2006 | Defensor Sporting – Colonia Juan Lacaze 2:0 Maxi Pereira 41, Danilo Peinado 67                                                                     |
| 25 lutego 2006 | Rocha – Danubio FC 4:2 José Pedro Cardozo 18 k, 36, 90, Álvaro Becerra 56 – Ignacio González 30, Juan Manuel Olivera 54 k                          |
| 25 lutego 2006 | CA Peñarol – River Plate Montevideo 2:4 Fernando Fadeuille 62, Nicolás Vigneri 66 – Walter Alberto López 3, 42, Gabriel Cedrés 8, Richard Porta 35 |
| 26 lutego 2006 | CA Cerro – Club Nacional de Football 1:2 Pablo Pallante 65 – Álvaro Meneses 8 s, Gonzalo Castro 50                                                 |
| 26 lutego 2006 | Rentistas Montevideo – Liverpool Montevideo 2:1 Héctor Acuña 65, Fernando Camacho 70 – Rodrigo Lemos 41 k                                          |
| 26 lutego 2006 | Cerrito Montevideo – Tacuarembó 1:1 Leonardo Sum 57 – Sebastián García 29                                                                          |
| 26 lutego 2006 | Rampla Juniors – Miramar Miramar Misiones 1:1 Federico Martínez 1 – Damián García 61                                                               |
| 26 lutego 2006 | Central Español Montevideo – Montevideo Wanderers 1:0 Adrián Apellaniz 78                                                                          |

### Clausura 3
| Data         | Mecz |
| ------------ | --- |
| 4 marca 2006 | Rocha – Rentistas Montevideo 1:2 Héber Caro 50 – Juan Silva Cerón 35, Héctor Acuña 62 |
| 4 marca 2006 | CA Bella Vista – Montevideo Wanderers 1:1 Marco Bassini 15 – Junior Aliberti 78 |
| 4 marca 2006 | Central Español Montevideo – Tacuarembó 0:0 |
| 5 marca 2006 | Liverpool Montevideo – Defensor Sporting 2:5 Rodrigo Lemos 53k, 71k – Nicolás Olivera 36k, 69k, Mauro Vila 54, 78, Álvaro Navarro 73 |
| 5 marca 2006 | Cerrito Montevideo – Danubio FC 1:1 Martín Colombo 91 – Juan Manuel Olivera 70k |
| 5 marca 2006 | Colonia Juan Lacaze – River Plate Montevideo 0:2 walkower mecz zakończył się wynikiem 3:2 – barmki strzelili: Marcelo Simo 15, Enrique Colzada 23, 29 – Leandro Ezquerra 1, Richard Porta 54 zweryfikowany na walkower 0:2, gdyż Colonia wystawiła w swym składzie zbyt wielu obcokrajowców (4) |
| 5 marca 2006 | Rampla Juniors – CA Cerro 0:5 Carlos Ruben Planchón 9, 50, Pablo Pallante 76, Joaquín Boghossián 81, Bryan Rodríguez 87 |
| 5 marca 2006 | Miramar Miramar Misiones – CA Peñarol 2:1 Carlos García 1s, Rodrigo López 80 – Fernando Rocha 58s |

### Clausura 4
| Data            | Mecz |
| --------------- | --- |
| 11 marca 2006   | River Plate Montevideo – Cerrito Montevideo 0:1 Martín Colombo 47 |
| 11 marca 2006   | CA Peñarol – CA Cerro 1:0 Zinho 39 |
| 11 marca 2006   | Tacuarembó – Rocha 2:0 Marcelo Novick 8s, Henry Damián Giménez 46 |
| 12 marca 2006   | Liverpool Montevideo – CA Bella Vista 3:1 Leonardo Medina 13, 61, Leonardo Matías González 55k – Alejandro Lago 89 |
| 12 marca 2006   | pozostałe mecze z dnia 12 marca 2006 zostały odłożone z powodu śmierci kibica Cerro przebitego po meczu nożem w pobliżu stadionu Estadio Centenario ostatniej nocy przez grupę dziesięciu mężczyzn noszących koszulki Peñarol |
| 1 kwietnia 2006 | Club Nacional de Football – Rampla Juniors 2:1 Gonzalo Castro 71k, Carlos Juárez 86 – Federico Martínez 25 |
| 2 kwietnia 2006 | Montevideo Wanderers – Defensor Sporting 0:1 Nicolás Olivera 35k |
| 2 kwietnia 2006 | Danubio FC – Central Español Montevideo 0:2 Matías Cresseri 30, Juan Surraco 63 |
| 2 kwietnia 2006 | Miramar Miramar Misiones – Colonia Juan Lacaze 2:2 Rodolfo López 11, Agustín Lucas 40 – Marcelo Simó 42, 70 |

### Clausura 5
| Data            | Mecz |
| --------------- | --- |
| 8 kwietnia 2006 | River Plate Montevideo – Rentistas Montevideo 2:0 Gabriel Cedrés 62 k, Richard Porta 87                                                                                                |
| 8 kwietnia 2006 | Rocha – Colonia Juan Lacaze 5:3 José Pedro Cardozo 3, 35, Marcelo Segalés 65, Luis Magureguy 77k, Ruben Rodríguez Pedraja 80 – Freddy Freire 16k, Aldo Fabián Díaz 49, Marcelo Simó 54 |
| 8 kwietnia 2006 | Tacuarembó – Miramar Miramar Misiones 1:1 Delmar Escotto 80 – Sebastián Fernández 34                                                                                                   |
| 8 kwietnia 2006 | Central Español Montevideo – CA Peñarol 3:2 Julio Mozzo 38k, Santiago Silva 50, 89 – Zinho 34, 47                                                                                      |
| 8 kwietnia 2006 | CA Bella Vista – Rampla Juniors 1:2 Pablo Castro 24 – Javier Benia 46, 87k |
| 9 kwietnia 2006 | Club Nacional de Football – Cerrito Montevideo 1:0 Juan Angel Albín 92 |
| 9 kwietnia 2006 | Defensor Sporting – Danubio FC 4:0 Maxi Pereira 13, 62, Diego de Souza 59, 90 |
| 9 kwietnia 2006 | Montevideo Wanderers – CA Cerro 2:0 Simón Pagua 70, Mario Leguizamón 90 |

### Clausura 6
| Data             | Mecz |
| ---------------- | --- |
| 5 kwietnia 2006  | CA Cerro – Rocha 3:0 Carlos Rubén Planchón 50, Danilo Rivero 79, Joaquín Boghossián 86                            |
| 11 kwietnia 2006 | River Plate Montevideo – Tacuarembó 1:0 Richard Porta 55                                                          |
| 11 kwietnia 2006 | Club Nacional de Football – Central Español Montevideo 1:1 Marco Vanzini 73 – Gonzalo Lemes 63                    |
| 12 kwietnia 2006 | Defensor Sporting – CA Bella Vista 1:1 Pablo di Fiori 84 – Diego Vera 41                                          |
| 12 kwietnia 2006 | Liverpool Montevideo – Miramar Miramar Misiones 2:1 Rodrigo Lemos 55k, Jorge Fucile 75 – Raúl Denis 2             |
| 12 kwietnia 2006 | Danubio FC – Rampla Juniors 3:1 Ignacio González 38, Damián Malrechauffe 66, Miguel Ximénez 72 – Javier Benia 55k |
| 12 kwietnia 2006 | Cerrito Montevideo – Montevideo Wanderers 1:1 Everaldo Ferreira 37 – Junior Aliberti 84                           |
| 12 kwietnia 2006 | Colonia Juan Lacaze – Rentistas Montevideo 0:3 Washington Camacho 47, Álvaro Mello 72, 77                         |

### Clausura 7
| Data             | Mecz |
| ---------------- | --- |
| 14 kwietnia 2006 | Club Nacional de Football – Tacuarembó 2:0 Luis Alberto Suárez 9, Gonzalo Castro 33                                                  |
| 15 kwietnia 2006 | Montevideo Wanderers – Liverpool Montevideo 1:1 Diego Chávez 33 – Rodrigo Lemos 53k                                                  |
| 15 kwietnia 2006 | Rocha – River Plate Montevideo 2:1 Harley Martín González 5, Héber Caro 60 – Gabriel Cedrés 35                                       |
| 16 kwietnia 2006 | CA Peñarol – Defensor Sporting 1:1 Ignacio Ithurralde 18 – Omar Pouso 40                                                             |
| 16 kwietnia 2006 | CA Cerro – Danubio FC 1:1 Fernando Alves 53k – Jorge Adrián García 59                                                                |
| 16 kwietnia 2006 | CA Bella Vista – Cerrito Montevideo 1:1 Andrés Larre 89 – Martín Colombo 52                                                          |
| 16 kwietnia 2006 | Colonia Juan Lacaze – Central Español Montevideo 0:1 Adrián Apellaniz 78                                                             |
| 16 kwietnia 2006 | Rentistas Montevideo – Miramar Miramar Misiones 4:1 Martín Bonjour 49, Alejandro Mello 60, 90k, Héctor Acuña 87- Adrián Speranza 65k |

### Clausura 8
| Data             | Mecz |
| ---------------- | --- |
| 22 kwietnia 2006 | Rocha – Defensor Sporting 2:2 Harley Martín González 62, José Pedro Cardozo 74 – Mauro Vila 6, Maxi Pereira 81                           |
| 22 kwietnia 2006 | Liverpool Montevideo – Rampla Juniors 2:2 Rodrigo Lemos 7, Julián Lalinde 40 – Federico Martínez 15, Mateo Fígoli 33                     |
| 22 kwietnia 2006 | Colonia Juan Lacaze – CA Peñarol 1:0 Gastón López 78                                                                                     |
| 23 kwietnia 2006 | Rentistas Montevideo – Club Nacional de Football 1:3 Alejandro Mello 84 – Jorge Martínez 38, Juan Angel Albín 61, Luis Alberto Suárez 73 |
| 23 kwietnia 2006 | Danubio FC – CA Bella Vista 2:1 Ignacio González 77, 78 – Pablo Castro 54                                                                |
| 23 kwietnia 2006 | River Plate Montevideo – CA Cerro 2:1 Luis Alberto Romero 30, Gabriel Cedrés 67 – Fernando Alves 11                                      |
| 23 kwietnia 2006 | Cerrito Montevideo – Central Español Montevideo 1:0 Mario Amorín 85                                                                      |
| 23 kwietnia 2006 | Miramar Miramar Misiones – Montevideo Wanderers 3:2 Diego Peinado 3, Sebastián Fernández 28, Adrián Speranza 65 – Gerardo Alcoba 16, 92  |

### Clausura 9
| Data             | Mecz |
| ---------------- | --- |
| 29 kwietnia 2006 | CA Peñarol – Liverpool Montevideo 1:3 Zinho 31 – Julián Lalinde 6, 43, Leonardo Matías González 48k           |
| 29 kwietnia 2006 | Tacuarembó – Rentistas Montevideo 1:0 Sebastián García 80                                                     |
| 29 kwietnia 2006 | CA Bella Vista – Rocha 1:1 Pablo Castro 27 – Álvaro Becerra 55                                                |
| 30 kwietnia 2006 | River Plate Montevideo – Club Nacional de Football 0:2 Juan Angel Albín 27, Luis Alberto Suárez 68            |
| 30 kwietnia 2006 | Central Español Montevideo – Defensor Sporting 1:1 Santiago Silva 30 – Pablo di Fiori 66                      |
| 30 kwietnia 2006 | Danubio FC – Miramar Miramar Misiones 3:1 Juan Manuel Olivera 8, 41, Daley Yesid Mena 91 – Sebastián Merlo 68 |
| 30 kwietnia 2006 | Rampla Juniors – Cerrito Montevideo 2:2 Nasa 42, Mateo Fígoli 54 – Martín Colombo 53, Alberto Ortega 59       |
| 30 kwietnia 2006 | Montevideo Wanderers – Colonia Juan Lacaze 1:2 Junior Aliberti 2 – Darwin Quintana 10, Marcelo Simó 72        |

### Clausura 10
| Data        | Mecz |
| ----------- | --- |
| 6 maja 2006 | Club Nacional de Football – Colonia Juan Lacaze 0:2 Gastón López 19, Aldo Fabián Díaz 75                       |
| 6 maja 2006 | Cerrito Montevideo – Rocha 1:0 Richard Requelme 26                                                             |
| 6 maja 2006 | CA Bella Vista – CA Cerro 0:1 Mathías Riquero 27                                                               |
| 7 maja 2006 | Defensor Sporting – Tacuarembó 1:0 Maxi Pereira 72                                                             |
| 7 maja 2006 | Liverpool Montevideo – Central Español Montevideo 4:0 Leonardo Matías González 24k, 64, Leonardo Medina 69, 74 |
| 7 maja 2006 | Danubio FC – Montevideo Wanderers 3:1 Gerardo Alcoba 67s, Juan Manuel Olivera 72k, 90k – Diego Chávez 7        |
| 7 maja 2006 | River Plate Montevideo – Rampla Juniors 2:2 Osvaldo Canobbio 26k, 89 – Nasa 20, Alberto Risso 75               |
| 7 maja 2006 | CA Peñarol – Rentistas Montevideo 1:1 Maximiliano Arias 18 – Héctor Acuña 92                                   |

### Clausura 11
| Data         | Mecz |
| ------------ | --- |
| 9 maja 2006  | Miramar Miramar Misiones – Cerrito Montevideo 0:1 Nicolás López Araújo 27                                    |
| 10 maja 2006 | Club Nacional de Football – Rocha 4:0 Sebastián Rodrigo Vásquez 3, Gonzalo Castro 15, Carlos Juárez 45, 50   |
| 10 maja 2006 | Rentistas Montevideo – Defensor Sporting 0:1 Maxi Pereira 54                                                 |
| 10 maja 2006 | CA Cerro – Liverpool Montevideo 0:0                                                                          |
| 10 maja 2006 | Colonia Juan Lacaze – Danubio FC 0:2 Juan Manuel Olivera 2, Daley Yesid Mena 69                              |
| 10 maja 2006 | Montevideo Wanderers – River Plate Montevideo 1:2 Víctor Fagúndez 80 – Richard Porta 20, Osvaldo Canobbio 32 |
| 10 maja 2006 | Rampla Juniors – CA Peñarol 1:0 Marcelo Pérez 63                                                             |
| 10 maja 2006 | Tacuarembó – CA Bella Vista 0:3 Diego Gallardo 15, Diego Vera 54, Egidio Arévalo Ríos 59                     |

### Clausura 12
| Data         | Mecz |
| ------------ | --- |
| 13 maja 2006 | Defensor Sporting – Rampla Juniors 4:2 Álvaro Navarro 3, Nicolás Olivera 37, 91, Álvaro González 73 – Javier Benia 21k, Nasa 33 |
| 13 maja 2006 | Danubio FC – CA Peñarol 0:1 Darío Flores 75                                                                                     |
| 13 maja 2006 | Central Español Montevideo – River Plate Montevideo 2:0 Julio Mozzo 51k, Adrián Apellaniz 75                                    |
| 13 maja 2006 | CA Cerro – Miramar Miramar Misiones 0:1 Héctor García 89                                                                        |
| 14 maja 2006 | Montevideo Wanderers – Club Nacional de Football 0:1 Luis Alberto Suárez 38                                                     |
| 14 maja 2006 | Tacuarembó – Liverpool Montevideo 2:1 Amaranto Abascal 24k, Franco Ariel Sosa 74 – Leonardo Medina 18                           |
| 14 maja 2006 | CA Bella Vista – Colonia Juan Lacaze 1:0 Diego Vera 48                                                                          |
| 14 maja 2006 | Cerrito Montevideo – Rentistas Montevideo 1:1 Everaldo Ferreira 7 – Rubén Fernández 64                                          |

### Clausura 13
| Data             | Mecz |
| ---------------- | --- |
| 17 kwietnia 2006 | Liverpool Montevideo – Club Nacional de Football 0:4 Nicolás Rotundo 38s, Luis Alberto Suárez 64, Javier Delgado 67, Jorge Martínez 72                              |
| 17 kwietnia 2006 | Danubio FC – River Plate Montevideo 2:1 Juan Manuel Olivera 21, 67 – Osvaldo Francisco Canobbio 70k                                                                 |
| 17 kwietnia 2006 | Colonia Juan Lacaze – Cerrito Montevideo 0:2 Nicolás López Araújo 3, Everaldo Ferreira 24                                                                           |
| 17 kwietnia 2006 | Tacuarembó – CA Cerro 1:0 Guillermo Dutra 15 |
| 17 kwietnia 2006 | Rentistas Montevideo – Rampla Juniors 5:2 Juan Silva Cerón 35, Alejandro Mello 59, 77, Mauricio Ibarra 64, Héctor Acuña 69 – Javier Benia 67k, Federico Martínez 83 |
| 17 kwietnia 2006 | Montevideo Wanderers – Rocha 1:0 Diego Chávez 18 |
| 17 kwietnia 2006 | Miramar Miramar Misiones – Central Español Montevideo 0:3 Adrián Apellaniz 17, 20, Enrique Ferraro 83                                                               |
| 18 kwietnia 2006 | CA Peñarol – CA Bella Vista 1:0 |

### Clausura 14
| Data             | Mecz |
| ---------------- | --- |
| 20 kwietnia 2006 | Miramar Miramar Misiones – Defensor Sporting 1:4 Raúl Denis 7 – Nicolás Olivera 16k, Maxi Pereira 60, Álvaro Navarro 62, Marcos Marcelo Tejera 65           |
| 20 kwietnia 2006 | Colonia Juan Lacaze – Tacuarembó 0:0 |
| 20 kwietnia 2006 | Central Español Montevideo – Rocha 2:1 Enrique Ferraro 46, Adrián Apellaniz 91 – Luis Maguregui 82                                                          |
| 20 kwietnia 2006 | Rampla Juniors – Montevideo Wanderers 1:0 Matías del Toro 26                                                                                                |
| 21 maja 2006     | Danubio FC – Liverpool Montevideo 5:2 Juan Manuel Olivera 20, Carlos Grossmüller 29, Pablo Lima 41, Edison Cavani 64, 71 – Leonardo Matías González 56k 88k |
| 21 maja 2006     | Rentistas Montevideo – CA Bella Vista 4:2 Héctor Acuña 19, 46, Juan Aguirre 78, Juan Silva Cerón 80 – Diego Vera 10, José Luis Tancredi 82                  |
| 21 maja 2006     | Cerrito Montevideo – CA Cerro 1:2 Mario Amorín 53 – Robert López 4, Carlos Ruben Planchón 85                                                                |
| 22 maja 2006     | Club Nacional de Football – CA Peñarol 2:2 Luis Alberto Suárez 7, Gonzalo Castro 34k – Alberto Martín Acosta 3, 31k                                         |

### Clausura 15
| Data            | Mecz |
| --------------- | --- |
| 10 czerwca 2006 | Defensor Sporting – Club Nacional de Football 1:3 Ignacio Ithurralde 27 – Luis Alberto Suárez 25, Sebastián Rodrigo Vásquez 29, Gonzalo Castro 49k                               |
| 10 czerwca 2006 | Rocha – Miramar Miramar Misiones 1:2 Marcelo Segales 5 – Rodolfo López 15, Sebastián Fernández 43 mecz przerwany został w 49 minucie – dokończony 16 czerwca 2006                |
| 11 czerwca 2006 | Tacuarembó – Rampla Juniors 1:1 Henry Damián Giménez 44 – Mateo Fígoli 40 |
| 11 czerwca 2006 | River Plate Montevideo – Liverpool Montevideo 1:2 Richard Porta 59 – Leonardo Matías González 70, Jorge Fucile 90                                                                |
| 11 czerwca 2006 | Cerrito Montevideo – CA Peñarol 1:1 Luiz Nunes 67s – Luiz Nunes 62 |
| 11 czerwca 2006 | CA Cerro – Colonia Juan Lacaze 5:1 Ignacio Medina 27, 35, Fernando Alves 29k, 50k, Mathías Riquero 76 – Nicolás Castro 39                                                        |
| 11 czerwca 2006 | Montevideo Wanderers – Rentistas Montevideo 2:1 Víctor Fagúndez 43, Simón Pagua 79 – Marcelo Ferreira 20                                                                         |
| 11 czerwca 2006 | CA Bella Vista – Central Español Montevideo 1:0 Sebastián Díaz 73s |
| 16 czerwca 2006 | Rocha – Miramar Miramar Misiones 2:2 Marcelo Segales 5, Rubén Rodríguez Predaja 87 – Rodolfo López 15, Sebastián Fernández 43 dokończenie pozostałych 41 minut z 10 czerwca 2006 |

### Clausura 16
| Data            | Mecz |
| --------------- | --- |
| 16 czerwca 2006 | Club Nacional de Football – Miramar Miramar Misiones 1:0 José Luis Garcés 87                                                           |
| 16 czerwca 2006 | CA Cerro – Defensor Sporting 1:1 Carlos Ruben Planchón 70 – Ignacio Ithurralde 90                                                      |
| 16 czerwca 2006 | Liverpool Montevideo – Colonia Juan Lacaze 2:1 Leonardo Matías González 47k, Julián Lalinde 53 – Aldo Fabián Díaz 40                   |
| 16 czerwca 2006 | Danubio FC – Tacuarembó 4:2 Edison Cavani 14, Juan Manuel Olivera 46, Leonardo Abelenda 52, Ignacio González 90 – Ramiro Bruschi 4, 81 |
| 16 czerwca 2006 | CA Bella Vista – River Plate Montevideo 1:0 Diego Emanuelle 47                                                                         |
| 16 czerwca 2006 | Central Español Montevideo – Rentistas Montevideo 0:2 Alejandro Melo 2, Mauricio Ibarra 43                                             |
| 16 czerwca 2006 | Rampla Juniors – Rocha 1:0 Alberto Risso 55                                                                                            |
| 16 czerwca 2006 | CA Peñarol – Montevideo Wanderers 1:5 Walter Guglielmone 2 – Diego Chávez 9, Junior Aliberti 23, 33, 43, Claudio Dadomo 74k            |

### Clausura 17
| Data            | Mecz |
| --------------- | --- |
| 17 czerwca 2006 | Club Nacional de Football – Danubio FC 1:2 Juan Angel Albín 21 – Edison Cavani 70, Juan Manuel Olivera 81k        |
| 17 czerwca 2006 | Tacuarembó – Montevideo Wanderers 0:0                                                                             |
| 18 czerwca 2006 | Rocha – CA Peñarol 0:1 Álvaro Becerra 55s                                                                         |
| 19 czerwca 2006 | Defensor Sporting – River Plate Montevideo 1:0 Diego de Souza 57                                                  |
| 19 czerwca 2006 | Cerrito Montevideo – Liverpool Montevideo 1:1 Mario Amorín 46 – Juan Pablo Peralta 5                              |
| 19 czerwca 2006 | Rentistas Montevideo – CA Cerro 1:3 Alejandro Mello 65 – Bryan Rodríguez 17, Ignacio Medina 40, Fernando Alves 90 |
| 19 czerwca 2006 | Rampla Juniors – Central Español Montevideo 3:1 Nasa 53, Diego Pintos 70, Federico Martínez 90 – David Pérez 74   |
| 19 czerwca 2006 | Miramar Miramar Misiones – CA Bella Vista 0:2 Diego Vera 29, Diego Emanuelle 47                                   |

### Tabela końcowa Torneo Clausura 2005/06
| Poz | Klub                       | Mecze | Zw | Rem | Por | Pkt | BrZd | BrStr |
| --- | -------------------------- | ----- | -- | --- | --- | --- | ---- | ----- |
| 1   | Club Nacional de Football  | 16    | 12 | 2   | 2   | 38  | 31   | 12    |
| 2   | Defensor Sporting          | 16    | 10 | 5   | 1   | 35  | 34   | 15    |
| 3   | Danubio FC                 | 16    | 9  | 3   | 4   | 30  | 31   | 24    |
| 4   | Central Español Montevideo | 16    | 8  | 3   | 5   | 27  | 19   | 16    |
| 5   | Liverpool Montevideo       | 16    | 7  | 4   | 5   | 25  | 27   | 27    |
| 6   | Rentistas Montevideo       | 16    | 7  | 3   | 6   | 24  | 28   | 22    |
| 7   | Cerrito Montevideo         | 16    | 5  | 8   | 3   | 23  | 17   | 16    |
| 8   | Rampla Juniors             | 16    | 6  | 5   | 5   | 23  | 24   | 29    |
| 9   | River Plate Montevideo     | 16    | 6  | 2   | 8   | 20  | 19   | 20    |
| 10  | CA Bella Vista             | 16    | 5  | 4   | 7   | 19  | 18   | 19    |
| 11  | Tacuarembó                 | 16    | 4  | 6   | 6   | 18  | 12   | 19    |
| 12  | Montevideo Wanderers       | 16    | 4  | 4   | 8   | 16  | 18   | 19    |
| 13  | CA Cerro                   | 16    | 6  | 3   | 7   | 15* | 23   | 16    |
| 14  | Miramar Miramar Misiones   | 16    | 3  | 5   | 8   | 14  | 17   | 30    |
| 15  | Rocha                      | 16    | 3  | 3   | 10  | 12  | 18   | 29    |
| 16  | Colonia Juan Lacaze        | 16    | 3  | 2   | 11  | 11  | 12   | 30    |
| 17  | CA Peñarol                 | 16    | 5  | 4   | 7   | 7*  | 20   | 25    |

- Peñarol miał odjętych 12 punktów, a Cerro 6 punktów za liczne incydenty (w tym morderstwo kibica klubu Cerro 11 marca 2006 dokonane przez chuliganów CA Peñarol)

### Klasyfikacja strzelców bramek
| Gole | Piłkarz                  | Klub                       |
| ---- | ------------------------ | -------------------------- |
| 12   | Juan Manuel Olivera      | Danubio FC                 |
| 9    | Álvaro Mello             | Rentistas Montevideo       |
| 8    | Leonardo Matías González | Liverpool Montevideo       |
| 7    | Héctor Acuña             | Rentistas Montevideo       |
| 7    | Adrián Apellaniz         | Central Español Montevideo |
| 7    | Nicolás Olivera          | Defensor Sporting          |
| 7    | Maxi Pereira             | Defensor Sporting          |
| 6    | Junior Aliberti          | Montevideo Wanderers       |
| 6    | José Pedro Cardozo       | Rocha                      |
| 6    | Rodrigo Lemos            | Liverpool Montevideo       |
| 6    | Federico Martínez        | Rampla Juniors             |
| 6    | Luis Alberto Suárez      | Club Nacional de Football  |

### Tablica spadkowa na koniec turnieju Clausura 2005/06
Tabela sporządzona na podstawie wyników ze skróconego sezonu 2005, turnieju Apertura 2005/06 oraz Clausura 2005/06. O kolejności decydowała średnia liczba punktów na mecz. Do drugiej ligi spadły dwa ostatnie zespoły, a na ich miejsce awansowała tylko jedna drużyna. W wyniku tego pierwsza liga zredukowana została do 16 klubów.
| Poz | Klub                     | Punkty | Mecze | Średnia |
| --- | ------------------------ | ------ | ----- | ------- |
| 13  | CA Bella Vista           | 19     | 16    | 1.188   |
| 14  | Tacuarembó               | 56     | 50    | 1.120   |
| 15  | Miramar Miramar Misiones | 55     | 50    | 1.100   |
| 16  | CA Cerro                 | 50     | 50    | 1.000   |
| 17  | Colonia Juan Lacaze      | 50     | 50    | 1.000   |

Spadły z ligi kluby CA Cerro i Colonia Juan Lacaze, a na ich miejsce awansował z drugiej ligi klub Progreso Montevideo.

## Sumaryczna tabela sezonu 2005/2006
Pierwszy zespół z sumarycznej tabeli miał prawo stoczyć walkę o mistrzostwo Urugwaju ze zwycięzcą dwumeczu między zwycięzcą turnieju Apertura (w tym sezonie był to klub Rocha) a zwycięzcą turnieju Clausura (Club Nacional de Football). Sześć najlepszych klubów z tabeli sumarycznej uzyskiwało prawo gry w Copa Artigas, czyli turnieju decydującym o tym, które kluby będą reprezentować Urugwaj w Copa Libertadores w roku 2007 i Copa Sudamericana w roku 2006.
| Poz | Klub                       | Mecze | Zw | Rem | Por | Pkt  | BrZd | BrStr |
| --- | -------------------------- | ----- | -- | --- | --- | ---- | ---- | ----- |
| 1   | Club Nacional de Football  | 33    | 21 | 9   | 3   | 69*  | 63   | 28    |
| 2   | Defensor Sporting          | 33    | 15 | 12  | 6   | 57   | 55   | 36    |
| 3   | Danubio FC                 | 33    | 17 | 6   | 10  | 57   | 67   | 49    |
| 4   | Central Español Montevideo | 16    | 8  | 3   | 5   | 55.7 | 19   | 16    |
| 5   | Rampla Juniors             | 33    | 14 | 7   | 12  | 49   | 59   | 54    |
| 6   | Rentistas Montevideo       | 33    | 14 | 6   | 13  | 48   | 49   | 44    |
| 7   | Cerrito Montevideo         | 33    | 11 | 15  | 7   | 48   | 37   | 34    |
| 8   | Liverpool Montevideo       | 33    | 12 | 11  | 10  | 47   | 46   | 45    |
| 9   | Rocha                      | 33    | 13 | 6   | 14  | 45   | 55   | 54    |
| 10  | River Plate Montevideo     | 33    | 12 | 8   | 13  | 44   | 43   | 42    |
| 11  | CA Bella Vista             | 16    | 5  | 4   | 7   | 39.2 | 18   | 19    |
| 12  | CA Cerro                   | 33    | 11 | 10  | 12  | 37*  | 46   | 41    |
| 13  | Colonia Juan Lacaze        | 33    | 9  | 10  | 14  | 37   | 35   | 49    |
| 14  | Montevideo Wanderers       | 33    | 8  | 12  | 13  | 36   | 45   | 51    |
| 15  | Tacuarembó                 | 33    | 8  | 11  | 14  | 35   | 25   | 40    |
| 16  | CA Peñarol                 | 33    | 11 | 11  | 11  | 32*  | 42   | 51    |
| 17  | Miramar Miramar Misiones   | 33    | 6  | 14  | 13  | 32   | 35   | 48    |
| 18  | Plaza Colonia              | 17    | 5  | 6   | 6   | 21   | 15   | 23    |
| 19  | Fénix Montevideo           | 17    | 3  | 4   | 10  | 13   | 22   | 31    |
| 20  | Paysandú                   | 17    | 1  | 5   | 11  | 8    | 18   | 39    |

- Club Nacional de Football – odjęte 3 punkty
- CA Cerro – odjęte 6 punktów
- CA Peñarol – odjęte 12 punktów
- wszystkie punkty zdobyte przez grające jedynie w turnieju Clausura kluby Central Español Montevideo oraz CA Bella Vista zostały pomnożone przez współczynnik 33/16

### Apertura i Clausura – łączna klasyfikacja strzelców bramek
| Gole | Piłkarz             | Klub                               |
| ---- | ------------------- | ---------------------------------- |
| 17   | José Pedro Cardozo  | Rocha                              |
| 13   | Ignacio González    | Danubio FC                         |
| 12   | Junior Aliberti     | Montevideo Wanderers Plaza Colonia |
| 12   | Gonzalo Castro      | Club Nacional de Football          |
| 12   | Nasa                | Rampla Juniors                     |
| 12   | Juan Manuel Olivera | Danubio FC                         |
| 12   | Maxi Pereira        | Defensor Sporting                  |
| 11   | Gabriel Cedrés      | River Plate Montevideo CA Peñarol  |
| 11   | Richard Porta       | River Plate Montevideo             |
| 11   | Zinho               | CA Peñarol Rentistas Montevideo    |
| 10   | Mauro Aldave        | Rocha                              |
| 10   | Nicolás Olivera     | Defensor Sporting                  |

## Mistrzostwo Urugwaju
| Półfinał: mistrz Apertury – mistrz Clausury |
| --- |
| Rocha – Club Nacional de Football 1:4 i 0:2 |
| 22 czerwca 2006 Rocha Estadio Doctor Sobrero Rocha – Club Nacional de Football 1:4 (0:2) Sędzia: Líber Prudente (Miguel Nievas, Álvaro Díaz) Bramki: 0:1 Sebastián Rodrigo Vásquez 22, 0:2 Sebastián Rodrigo Vásquez 45, 0:3 Luis Alberto Suárez 51, 1:3 Héber Caro 54, 1:4 José Luis Garcés 88 Rocha Fútbol Club: Álvaro Marcelo García – Cristiano Araujo, Diego Sosa (68 – czerwona kartka), Diego Bonelli (Ruben Rodríguez Pedraja 55), Diego Ciz – Álvaro Becerra, Leonardo Maldonado, Martín González, Luis Magureguy (Héber Caro 46) – Marcelo Segales, José Pedro Cardozo. Trener: Héctor Geraldo Méndez. Rezerwa: Oscar Lemos – Pablo Esquivel, Nelson Matías González, Martín Larrosa, Pablo Seijas. Club Nacional de Football: Jorge Bava – Mauricio Victorino, Diego Jaume, Ignacio Pallas – Sebastián Rodrigo Vásquez, Marco Vanzini (Daniel Leites 55), Jorge Brítez, Javier Delgado (Agustín Viana 80) – Luis Alberto Suárez (José Luis Garcés 73), Carlos Juárez (52 – czerwona kartka), Gonzalo Castro. Trener: Martín Lasarte. Rezerwa: Alexis Viera – Juan Angel Albín, Ignacio Paniagua, Andrés Márquez. |
| 25 czerwca 2006 Montevideo Estadio Gran Parque Central Club Nacional de Football – Rocha 2:0 (0:0) Sędzia: Roberto Silvera (Edgardo Acosta, Álvaro Sacarelo) Bramki: 1:0 Luis Alberto Suárez 62, 2:0 Sebastián Rodrigo Vásquez 77 Club Nacional de Football: Jorge Bava – Mauricio Victorino, Diego Jaume, Ignacio Pallas, Daniel Leites; Sebastián Rodrigo Vázquez, Marco Vanzini (Agustín Viana 79), Jorge Brítez, Javier Delgado – Luis Alberto Suárez, Gonzalo Castro (José Luis Garcés 79). Trener: Martín Lasarte. Rezerwa: Alexis Viera – Juan Angel Albín, Andrés Márquez, Jorge Martínez, Ignacio Paniagua Rocha Fútbol Club: Álvaro Marcelo García – Cristiano Araujo, Pablo Seijas (Marcelo Segales 71), Diego Bonelli, Diego Ciz (Rubén Rodríguez Predaja 67), Álvaro Becerra, Martín González, Leonardo Maldonado, Luis Magureguy (Mauro Aldave 67 (85 – czerwona kartka) – Héber Caro, José Pedro Cardozo. Trener: Héctor Geraldo Méndez. Rezerwa: Oscar Lemos – Pablo Esquivel, Nelson Matías González, Martín Larrosa.                                                                                       |

Club Nacional de Football uzyskał prawo gry o tytuł mistrza Urugwaju z najlepszą drużyną z tabeli sumarycznej sezonu 2005/06. Ponieważ pierwsze miejsce w tej tabeli zajął także Nacional – nie było konieczności rozgrywania dodatkowych meczów, a Nacional został mistrzem Urugwaju w sezonie 2005/06.

## Copa Artigas

### Kolejka 1
| Data            | Mecz |
| --------------- | --- |
| 28 czerwca 2006 | Central Español Montevideo – Rentistas Montevideo 2:1 Sebastián Díaz 14, Adrián Apellaniz 18 – Juan Silva Cerón 53 |
| 28 czerwca 2006 | Defensor Sporting – Rampla Juniors 2:0 Marcos Marcelo Tejera 15k, Ignacio Ithurralde 27                            |
| 28 czerwca 2006 | Danubio FC – Club Nacional de Football 1:3 Carlos Grossmüller 88 – Gonzalo Castro 12, 56k, José Luis Garcés 90     |

### Kolejka 2
| Data         | Mecz |
| ------------ | --- |
| 2 lipca 2006 | Central Español Montevideo – Club Nacional de Football 1:1 Juan Surraco 41 – Gonzalo Castro 69k                                 |
| 2 lipca 2006 | Defensor Sporting – Rentistas Montevideo 3:1 Marcos Marcelo Tejera 51k, Diego de Souza 70, Martín Cáceres 71 – Héctor Acuña 23  |
| 2 lipca 2006 | Danubio FC – Rampla Juniors 5:1 Leonardo Abelenda 13, Juan Manuel Olivera 22, 71k, 81, Damián Malrechauffe 79 – Mateo Fígoli 47 |

### Kolejka 3
| Data         | Mecz |
| ------------ | --- |
| 6 lipca 2006 | Central Español Montevideo – Rampla Juniors 2:0 Gonzalo Pizzichillo 51, 68                                    |
| 6 lipca 2006 | Danubio FC – Defensor Sporting 1:1 Sergio Gonzalo Rodríguez 75 – Carlos Díaz 30                               |
| 6 lipca 2006 | Rentistas Montevideo – Club Nacional de Football 3:0 Álvaro Mello 8, Gabriel Rodríguez 62k, Santiago López 70 |

### Kolejka 4
| Data         | Mecz |
| ------------ | --- |
| 9 lipca 2006 | Club Nacional de Football – Rampla Juniors 3:0 Carlos Juárez 7, Andrés Márquez 75, Gonzalo Castro 80                                      |
| 9 lipca 2006 | Danubio FC – Rentistas Montevideo 4:2 Edison Cavani 6, 78, Leonardo Abelenda 49, Martín Bonjour 76s – Héctor Acuña 55, Paulo Pezzolano 57 |
| 9 lipca 2006 | Defensor Sporting – Central Español Montevideo 2:0 Álvaro Navarro 61, Álvaro González 88                                                  |

### Kolejka 5
| Data          | Mecz |
| ------------- | --- |
| 13 lipca 2006 | Rampla Juniors – Rentistas Montevideo 2:2 Federico Martínez 75, Gonzalo Viera 85 – Santiago López 19, Washington Camacho 37           |
| 13 lipca 2006 | Club Nacional de Football – Defensor Sporting 1:1 Gonzalo Castro 91 – Álvaro Navarro 30                                               |
| 13 lipca 2006 | Central Español Montevideo – Danubio FC 0:5 Damián Malrechauffe 32, Edison Cavani 36, Juan Manuel Olivera 52, 59, Ignacio González 63 |

### Tabelka Copa Artigas
| Poz | Klub                       | Mecze | Zw | Rem | Por | Pkt | BrZd | BrStr |
| --- | -------------------------- | ----- | -- | --- | --- | --- | ---- | ----- |
| 1   | Defensor Sporting          | 5     | 3  | 2   | 0   | 11  | 9    | 3     |
| 2   | Danubio FC                 | 5     | 3  | 1   | 1   | 10  | 16   | 7     |
| 3   | Club Nacional de Football  | 5     | 2  | 2   | 1   | 8   | 8    | 6     |
| 4   | Central Español Montevideo | 5     | 2  | 1   | 2   | 7   | 5    | 9     |
| 5   | Rentistas Montevideo       | 5     | 1  | 1   | 3   | 4   | 9    | 11    |
| 6   | Rampla Juniors             | 5     | 0  | 1   | 4   | 1   | 3    | 14    |

- Do Copa Libertadores w roku 2007 awansowały obok mistrza Urugwaju Club Nacional de Football dwa najlepsze zespoły Copa Artugas (tutaj zwycięzca Defensor Sporting i drugi w tabeli Danubio FC). Łącznie w Copa Libertadores Urugwaj będzie reprezentowany przez trzy kluby.
- Do Copa Sudamericana w roku 2006 zakwalifikowały się Club Nacional de Football i Central Español Montevideo.

### Klasyfikacja strzelców bramek
| Gole | Piłkarz             | Klub                      |
| ---- | ------------------- | ------------------------- |
| 5    | Gonzalo Castro      | Club Nacional de Football |
| 5    | Juan Manuel Olivera | Danubio FC                |
| 3    | Edison Cavani       | Danubio FC                |